# Concretismo
Concretismo o Arte concreta è un movimento artistico creato da Theo Van Doesburg negli anni Venti del Novecento, in contrapposizione alle arti pittoriche astratte,  successivamente sviluppatosi anche nella musica e nella letteratura.
Mentre le opere astratte hanno come punto di partenza il mondo fisico (mondo apparente), che interpretano ed elaborano senza tuttavia “copiarlo” come fa l'arte figurativa, il Concretismo ha come punto di partenza il mondo delle idee (mondo concreto). In questo senso l'artista si pone, in virtù del processo creativo, quale mediatore fra i due “mondi”.
Si riconosce tuttavia una matrice costruttivista, suprematista, neoplastica e, da un punto di vista filosofico, ”platonica”: così come il concetto deriva dall'idea, allo stesso modo l'arte concettuale, che pone l'accento sui processi mentali piuttosto che sul prodotto artistico, teorizzata dal gruppo britannico Art Language, è una derivazione dell'arte concreta.
Negli anni cinquanta, il critico Lionello Venturi usa, però, "Concretismo" come sinonimo di "figurativo", ma in relazione al nuovo gruppo degli astratto-concreti.

## Artista dell'arte concreta
| - Karl-Heinz Adler - Josef Albers - Hans Arp - Werner Assenmacher - Claude Augsburger - Joe Barnes - Eva Bauer - Josef Bauer - Olle Bærtling - Horst Bartnig - Jakob Bill - Max Bill - Gerhard Jürgen Blum-Kwiatkowski - Hartmut Böhm - Andreas Brandt - Dominique Chapuis - Andreas Christen - Rudolf de Craignais - Daniel de Spirt - Gilbert Decock - Sonia Delaunay - Karl Duschek - Alan Ebnother - Rupert Eder - Ulrich Erben - Rita Ernst - Hermann Frauenknecht - Heinz Friege - Günter Fruhtrunk - Rupprecht Geiger - Karl Gerstner - Fritz Glarner - Hans Jörg Glattfelder - Camille Graeser - Florin Garnier - Alan Green - Ulla Grigat - Jon Groom - Edgar Gutbub | - Marcia Hafif - Herbert Hamak - Heijo Hangen - Hans Herbert Hartwieg - Hasso von Henninges - Auguste Herbin - Carmen Herrera - Gottfried Honegger - Jean-Pierre Husquinet - Robert Jacobsen - Thomas P. Kausel - Peter Kenter - Klaus Kipfmüller - Willem Kloppers - Jo Kuhn - Friedrich Kracht - Carl Krasberg - Josef Linschinger - Verena Loewensberg - Richard Paul Lohse - Thilo Maatsch - Alberto Magnelli - Tomás Maldonado - Brice Marden - Joseph Marioni - Agnes Martin - Almir Mavignier - Manfred Mohr - Marcello Morandini - Piet Mondrian - François Morellet - Richard Mortensen - Olivier Mosset - Knut Navrot - Günter Neusel - Jo Niemeyer - Rudolf Ortner - Ulrich Otto - Claude Pasquer - Antoine Pevsner | - Lorenzo Piemonti - Jean Pfaff - Georg Karl Pfahler - Helga Philipp - Henri Prosi - Rolf Rappaz - Ad Reinhardt - Frank Richter - Ivo Ringe - Axel Rohlfs - Sigurd Rompza - Reinhard Roy - Nelly Rudin - Robert Ryman - Diet Sayler - Phil Sims - Peter Staechelin - Anton Stankowski - Klaus Staudt - Helmut Sundhaußen - Ben Suter - Zdeněk Sýkora - Sophie Taeuber-Arp - Kurt Teuscher - Norbert Thomas - Niele Toroni - Günter Umberg - Marie-Thérèse Vacossin - Theo van Doesburg - Piet van Zon - Georges Vantongerloo - Jean-Pierre Viot - Friedrich Vordemberge-Gildewart - Hermann Waibel - Gido Wiederkehr - Michael Wiesinger - Ludwig Wilding - Martin Wörn - H. H. Zimmermann |